# J.P.
J. Prunello et Cie war ein französischer Hersteller von Automobilen.

## Unternehmensgeschichte
Das Unternehmen aus Puteaux begann 1905 mit der Produktion von Automobilen. Der Markenname lautete JP. Es bestand eine Verbindung zu Prunel. Im gleichen Jahr endete die Produktion bereits wieder.

## Fahrzeuge
Angeboten wurden die Modelle 10/12 CV mit einem Zweizylindermotor sowie 16/20 CV und 24/30 CV mit Vierzylindermotoren. Die Motoren kamen von Gnôme et Rhône. Der 24/30 CV verfügte über Kettenantrieb.